# 4781 Sládkovič
4781 Sládkovič este un asteroid din centura principală, descoperit pe 3 octombrie 1980 de Zdeňka Vávrová.